# Lê Sáng
Lê Sáng, né à Hanoï en 1920, et décédé le 27 septembre 2010 à Saïgon, est un grand maître d'arts martiaux vietnamien. Il fut le Maître Patriarche du Vovinam Viet Vo Dao depuis la mort du maître Fondateur de cet art en 1960. Toute sa vie il a œuvré pour le développement de cet art martial et son rayonnement à travers le monde.

## Biographie
Enfant, Lê Sáng contracte une grave maladie. Sa mère l'incite alors à étudier les arts martiaux pour devenir plus fort. Il rencontre Nguyên Lộc, de 8 ans son aîné et devient à la fois son disciple et son ami. Il vit à ses côtés et étudie le Vovinam jusqu'au décès de Nguyên Lộc qui le nomme comme son successeur avant de décéder en 1960. Durant cinquante années, entrecoupées par des périodes très difficiles et notamment ses deux emprisonnements pour motifs politiques après la guerre du Viêt Nam, Maître Lê Sáng se consacre au développement du Vovinam qu'il ne cesse d'enrichir de ses propres techniques et de diffuser au travers du monde via ses nombreux élèves et disciples. Jusqu'à son décès en septembre 2010, il réside à Saïgon au Tổ Đường, club mythique du Vovinam où reposent les cendres du maître fondateur et où reposeront les siennes après son incinération.